# Masaya Nishitani
Masaya Nishitani (Tokushima, 16 september 1978) is een voormalig Japans voetballer.

## Carrière
Masaya Nishitani speelde tussen 1997 en 2008 voor Cerezo Osaka, Vissel Kobe, Vegalta Sendai, Urawa Red Diamonds en Consadole Sapporo.